# François-Xavier Guerra
François-Xavier Guerra (Vigo, Galicia; 27 de noviembre de 1942-París, 10 de noviembre de 2002) fue un historiador y académico hispano-francés que se dedicó principalmente a la historia de América Latina, en concreto, a los conflictos de choque entre la modernidad y tradición en dichos países.

## Vida y obra
Nació en Vigo, su padre fue médico y su madre profesora de letras. Se trasladó a Francia en 1962, país del cual se nacionalizaría en 1969, realizando estudios universitarios de Historia en la Sorbona, obteniendo en 1965 un diploma de estudios superiores de Historia con el trabajo Le premier journal marxiste francais “L’Égalité” de Jules Guesde. 1797-1882. Posteriormente se trasladó a la ciudad de Grenoble, en donde se diplomó en ciencias políticas en 1967. Se convirtió en un experto sobre historia del movimiento obrero en Europa y la Rusia comunista, pero al estar imposibilitado de consultar los archivos soviéticos, se decantó por estudiar la revolución mexicana, la primera gran revolución del siglo XX.
Este tema sería objeto de su tesis para ser doctor en La Sorbone, bajo la dirección de François Chevalier, la cual publicó como libro en 1985 con el título de México, del antiguo régimen a la revolución. Esta obra tuvo una gran resonancia en la crítica, aunque tuvo algunos detractores como Alan Knight, al darle una nueva mirada a la revolución Mexicana, observando la herencia de la revolución francesa y la modernidad que trajo consigo, que se observan en el discurso y en las leyes oficiales, que contrastaban con prácticas políticas que diferían de tal ideario, heredadas del antiguo régimen, y que en la realidad política llegó a constituir una ficción democrática.
Entre sus mentores intelectuales, además del ya mencionado Chevalier, se encuentran François Furet y Maurice Agulhon, y los sociólogos Louis Dumont y François Crouzet.
En 1985 inicia el ejercicio de la docencia como profesor de Historia Contemporánea (América Latina y Mundo Ibérico), en la Universidad de París I, institución en la que enseñaría hasta la fecha de su muerte, dando clases también como profesor o en conferencias en numerosas universidades de Latinoamérica. Además de profesor, fue director del Centre de Recherches d’Histoire d’Amérique Latine et du monde ibérique, director de investigación en el Institut des Hautes Études de l’Amérique latine, miembro del consejo científico del Centre d’Études Mexicanes et Centro-americaines, miembro corresponsal de la Academia Chilena de la Historia, y miembro del consejo científico de 11 revistas de historia de América Latina y Europa.
Tras su primera gran obra sobre la revolución mexicana, Guerra se centró en el proceso de independencia de América, con libros como Modernidad e independencias y Los espacios públicos en Iberoamérica (como coautor), además de numerosos artículos, en donde trataba sobre el tránsito a la modernidad en España y los países latinoamericanos, y su choque con la tradición. El proceso de construcción de la nacionalidad y la formación del espacio público moderno. En todas estas obras hay una nueva tendencia historiográfica, que se aleja de las influencias estructuralistas que colocaban una preeminencia sobre procesos económicos y de estructura social, rescatando la historia política, no sólo como hechos sino también sobre los actores políticos, sus ideas, los imaginarios, las prácticas y los valores.
Era un católico militante, miembro numerario del Opus Dei, lo que explica por qué muchos le consideraban de tendencia conservadora, a pesar de lo renovador de sus tesis.
Falleció el 10 de noviembre de 2002, a los 60 años, víctima de un cáncer.

## Publicaciones

### Libros
- La péninsule ibérique de l’Antiquité au Siècle d’Or, París, Presses Universitaires de France. 1974.
- Le Mexique: de l'ancien régime à la révolution, Paris, L'Harmattan, 1985.[3][4][5][6]
- Mémoires en devenir, Nineteenth-Century Spanish America, Bordeaux, Maison des Pays Ibeériques, 1994.
- Las Revoluciones hispánicas: independencias americanas y liberalismo español, Madrid, Editorial Complutense, 1995.[7]
- Modernidad e independencias: ensayos sobre las revoluciones hispánicas, Madrid, MAPFRE, 1992; Madrid, Encuentro, 2009.[8]
- La sucesión presidencial de 1910. La querella de las elites, México, Fondo de Cultura Económica, 1998.

### Libros colectivos
- Guerra, François-Xavier (2006). “La ruptura originaria: mutaciones, debates y mitos de la Independencia” en Carrera Damas et al. Mitos políticos en las sociedades andinas. Orígenes, invenciones y ficciones. Caracas: Editorial Equinoccio.
- François-Xavier Guerra y Antonio Annino (coordinadores), Inventando la nación. Iberoamérica siglo XIX, México, Fondo de Cultura Económica, 2003.[9]
- François-Xavier Guerra y Annick Lempérière (coordinadores), Los espacios públicos en Iberoamérica. Ambigüedades y problemas. Siglos XVIII-XIX, México, Fondo de Cultura Económica/Centro Francés de Estudios Mexicanos y Centroamericanos, 1998.[10][11][12]
- François-Xavier Guerra y Mónica Quijada, Imaginar la nación, Münster-Hamburg, AHILA, LIT, Verlag, 1994.Cuadernos de Historia Latinoamericana, núm. 2.
- François-Xavier Guerra, Antonio Annino y Luis Castro Leiva (editores), De los Imperios a las naciones. Iberoamérica, Zaragoza, Ibercaja, 1994.[13]
- L’Amérique Latine face à la Révolution française, Actes du Coloquio de l’AFSSAL, París, junio de 1989.
- La Révolution française,la péninsule ibérique et l’Amérique Latine.1789-1989, Catálogo de la exposición, París, Colección de publicaciones de la BDIC, 1989.